# مالک دوهان الحسن
مالک دوهان الحسن (به عربی: مالك دوهان الحسن)؛ (زادهٔ ۱ ژوئیهٔ ۱۹۱۹ – درگذشتهٔ ۲۳ مهٔ ۲۰۲۱) از وکلا و سیاستمداران عراق بود.

## زندگی‌نامه
مالک دوهان الحسن در اول ژوئیه ۱۹۱۹ در شهر حله عراق در یک خانواده عرب شیعه از عشیره بزرگ جبوری به دنیا آمد. وی از دانشگاه بغداد در سال ۱۹۴۷ در رشته حقوق فارغ‌التحصیل شده‌است و تا سال ۱۹۵۱ در دانشگاه مونپولیه در فرانسه تحصیلات خود را ادامه داده‌است، در ۱۹۵۷ دکترای خود را با موضوع دولت در قانون مدنی از دانشگاه پاریس گرفته‌است و در سال ۱۹۶۶ به ریاست دانشگاه مستنصریه رسید. وی متأهل و پدر سه پسر است.

## فعالیت‌ها
مالک دوهان الحسن وزیر فرهنگ و تبلیغات از ۱۹۶۷ تا هنگام دستگیری در ۱۷ ژوئیه ۱۹۶۸ بود.
همچنین از ۱۹۶۵ تا ۱۹۶۶ میلادی رئیس اتحادیه معلمان عراق و رئیس کانون وکلای عراق در حکومت موقت عراق در ۲۰۰۴ بود.
وی سال‌های ۲۰۰۴ و ۲۰۰۵ میلادی وزیر دادگستری در کابینه ایاد علاوی بود. پس از مدت کوتاهی از انتخابش به عنوان وزیر دادگستری؛ بر طبق قانون به عنوان آشتی ملی که به موجب آن حکومت حق اعلام حالت فوق‌العاده در کشور را به منظور رویارویی با حرکت مخالف مسلحانه داشت، اعلام گردید. مالک دوهان از وزرایی بود که در تاریخ هفتم ماه ژوئیه همن سال توسط علاوی مکلف شد تا قانون جدید را بخاطر جایگاه و سنش و نیز به دلیل انتقاداتی که متوجه این قانون بود و با آزادیها می‌سایید را مورد توجه قرار بدهد.
علاوه بر این مالک دوهان در تاریخ اول ژوئیه ۲۰۰۴ یکی از شخصیت‌های اصلی در عملیات کشاندن صدام حسین و ۱۱ نفر از معاونانش به دادگاه بود.
وی به عنوان وزیر، هدف یک خودروی بمبگذاری شده در ژوئیه ۲۰۰۴ قرار گرفت که در اثر آن ۶ نفر، از جمله نوه وی کشته شدند. مسؤلیت این حمله را ابومصعب الزرقاوی، رئیس القاعده در عراق بر عهده گرفت.

## گرایش‌های سیاسی
مالک دوهان الحسن مؤسس و رهبر حزب استقلال ملی که به ائتلاف ملی دمکرات پیوست و عضو در هیئت فرماندهی حزب سوسیالیسم عربی در ۱۹۵۸ – ۱۹۶۸ میلادی بود.